# Kolotahi
Kolotahi (auch: Luatofito) ist eine kleine unbewohnte Insel in der tonganischen Inselgruppe Vavaʻu.

## Geographie
Kolotahi ist ein Motu im Ava Pulepulekai Channel, tief im Herzen von Vavaʻu. Die Insel liegt nördlich von ʻUtungake und am Eingang zum Mount Talau-Nationalpark in den Mangroven der Bucht bei Vaimalo. Im Süden der Bucht liegt noch das Eiland Nuapuli.

## Klima
Das Klima ist tropisch heiß, wird jedoch von ständig wehenden Winden gemäßigt. Ebenso wie die anderen Inseln der Vavaʻu-Gruppe wird Kolotahi gelegentlich von Zyklonen heimgesucht.